# Авеню премьер-министров
Авеню премьер-министров (англ. Prime Ministers Avenue) — галерея бюстов премьер-министров Австралии, расположенная в Ботаническом саду города Балларат в штате Виктория в Австралии.

## История
В 1901 году шесть отдельных колоний Британской империи образовали единое государство под названием Австралия с федеративной формой государственного устройства. Колонии стали штатами, сохранив свои собственные правительства во главе которых стоит центральное Правительство Австралии.
Автором идеи и инициатором установки первых шести бюстов выступил Ричард Крауч, родившийся в 1868 году в Балларате и ставший в начале 1900-х годов самым молодым членом Палаты представителей Парламента Австралии. В 1939 году в Городском совете он пообещал пожертвовать тысячу фунтов стерлингов на создание «Авеню премьер-министров», состоящей из бюстов каждого председателя правительства. Покровительствуя развитию изобразительного искусства, Крауч поддерживал многие художественные школы, а личное знакомство с премьер-министрами Эдмундом Бартоном, Альфредом Дикином, Крисом Уотсоном, Эндрю Фишером и Джеймсом Скаллином побудило его вернуть Балларату то, что город дал ему. Таким образом, Крауч не только
помог установить реальные бюсты, но и увековечил данный исторический проспект. Впоследствии Крауч завещал денежные средства на поддержание проекта и добавление дополнительных бюстов.
Первые шесть бюстов были открыты 2 марта 1940 года на торжественной церемонии губернатором Виктории Уинстоном Дуганом. 11 октября 1941 года премьер-министр Роберт Мензис на авеню посадил дуб.
17 февраля 2010 года был открыт бюст 26-го премьера Кевина Радда, однако он сам на церемонии отсутствовал.
9 октября 2014 года на авеню был открыт последний и 27-й на настоящий момент бюст Джулии Гиллард. Скульптор Питер Николсон отметил, что «создание скульптуры Джулии было простым, как создание любой другой. Для меня это был вывод её в свет в качестве человека, находившегося под сильным давлением, но сбившегося и до сих пор держащего свою высоко поднятую голову», добавив, что данный бюст, завершённый в апреле 2012 года, стал «лучшим, что я сделал». На церемонии открытия советник Дэс Хадсон заявил, что средства, завещанные Краучем кончились, пообещал привлечь к финансированию продолжения уникальной традиции федеральное правительство и отметил, что в настоящее время на стадии создания находится 28-й бюст Тони Эбботта.

## Архитектура и композиция
Коллекция бронзовых бюстов на полированных гранитных постаментах расположена на Хорс-Честнат-авеню у Ботанического сада Балларата. Первым на авеню стоит бюст отца-основателя Федерации 1-го премьер-министра Эдмунда Бартона. Каждый бюст изваян в натуральную величину и расположен в последовательности по первому сроку полномочий. Любой из премьер-министров увековечен на авеню независимо от его срока пребывания в должности. Каждая скульптура стоит от 45 до 55 тысяч долларов США, и в эти средства включается не только установка скульптуры, но и экскурсии на заседания в Здании Парламента в Канберре для художника, работающего над проектом, чтобы он имел возможность зарисовать нынешнего премьера.

## Скульпторы

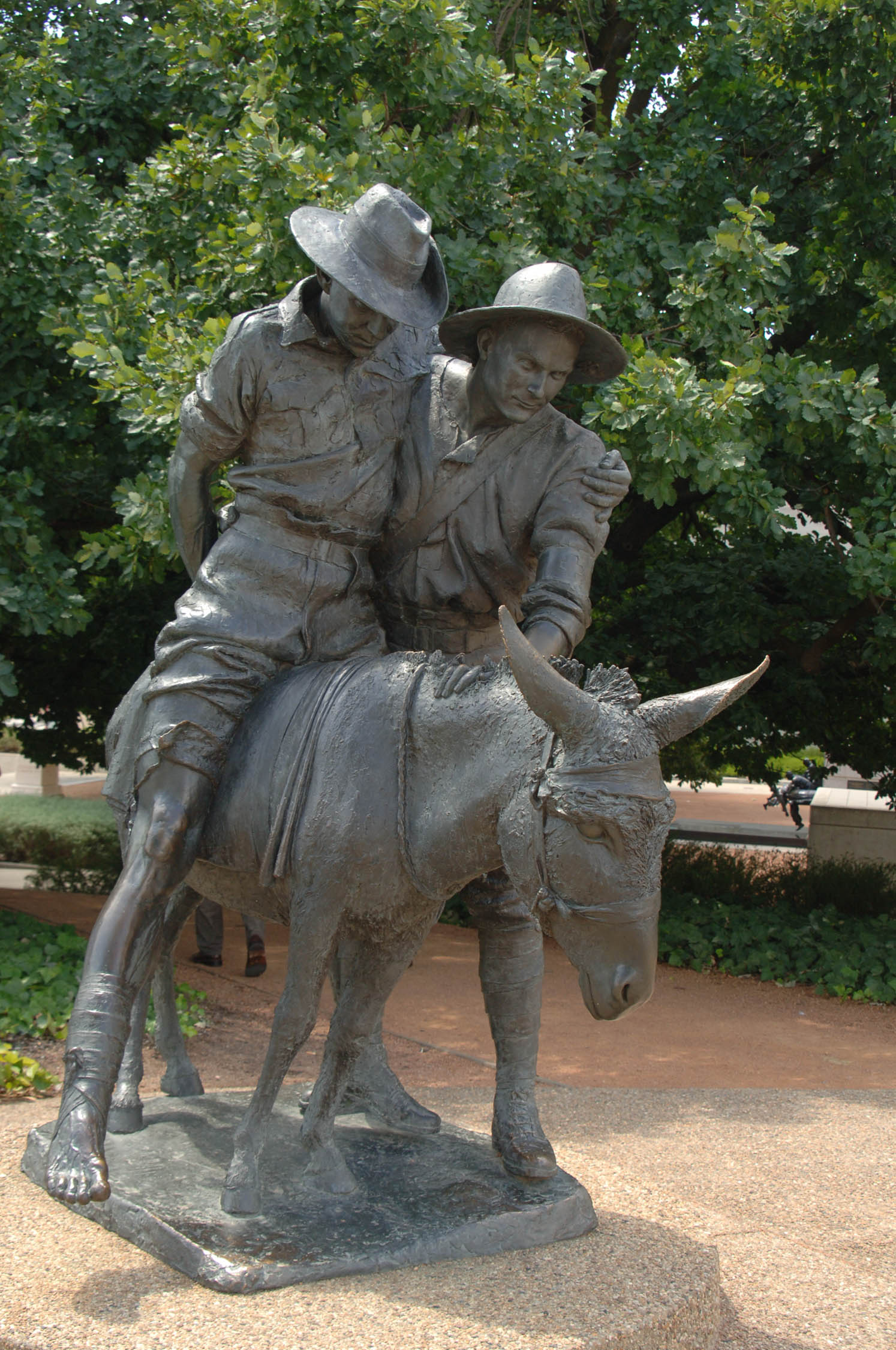
Скульптура «Человек и ослик» у Монумента памяти в Мельбурне, 2007 год

Уоллес Андерсон родился в 1888 году в городе Дин, рядом с Балларатом
Он изваял бюсты первых премьер-министров — Эдмунда Бартона, Альфреда Дикина, Криса Уотсона, Джорджа Рида, Джозефа Кука, Эндрю Фишера, Уильяма Хьюза, Стэнли Брюса, Джеймса Скаллина, Джозефа Лайонса, Эрла Пейджа, Роберта Мензиса, Артура Фаддена и Джона Кэртина. Для их создания он использовал фотографии, но скульптура Фаддена и последующие были сделаны ещё при их жизни. Самым известным его творением стала скульптурная композиция «Человек и ослик», установленная у Монумента памяти в Мельбурне. Помимо этого, Андерсон принял участие в оформлении Австралийского военного мемориала и создал большое количество памятных скульптур. Скончался Андерсон в 1975 году в Джелонге
Автор бюста Фрэнка Форда не известен.
Кен Палмер родился в 1925 году и получил образование в Балларате, окончив горную школу. Он стал создателем бюста Бена Чифли с личного разрешения Крауча, для чего работал с фотографиями и воспользовался визитом Чифли в Балларат во время избирательной кампании 1946 года. Позже, Кен преподавал искусство в школах Каслмейна и Мельбурна, прежде чем вернуться Балларат, где открыл художественную мастерскую. Скончался Палмер в 1983 году.
Виктор Гринхэлг родился в 1900 году и получил образование в Балларате, окончив горную школу ещё до начала Первой мировой войны. Затем он преподавал в Горной школе Балларата и Бендиго, а в 1955 году возглавил Школу искусств Королевского Мельбурнского технологического института. Он создал бюсты Гарольда Холта, Джона Макьюэна, Джона Гортона, Уильяма Макмэхона и Гофа Уитлэма. Известным творением Гринхэлга стала Статуя короля Георга V на углу Драммонд и Старт-стрит в Балларате. Его последней незаконченной работой стал бюст Малколма Фрейзера, и после смерти Гринхэлга в 1983 году, Питер Николсон продолжил работу над ним.
Питер Николсон родился в Мельбурне в 1946 году. Он стал известен своими карикатурами в таких журналах, как «Nation Review», «Australian Financial Review», «The Age», а также куклами из телепрограммы «Rubbery Figures». Он создал бюсты Малколма Фрейзера, Роберта Хоука, Пола Китинга, Джона Говарда, Кевина Радда и Джулии Гиллард. Своим скульптурам он всегда старается придать выражение характера личности.

## Критика
Джон Говард говорил о том, что в бюсте ему не нравится размер нижней губы, а Пол Китинг был недоволен слабым подбородком и остроконечным носом, в то время как Джулия Гиллард осталась довольна своим изображением.

## Бюсты

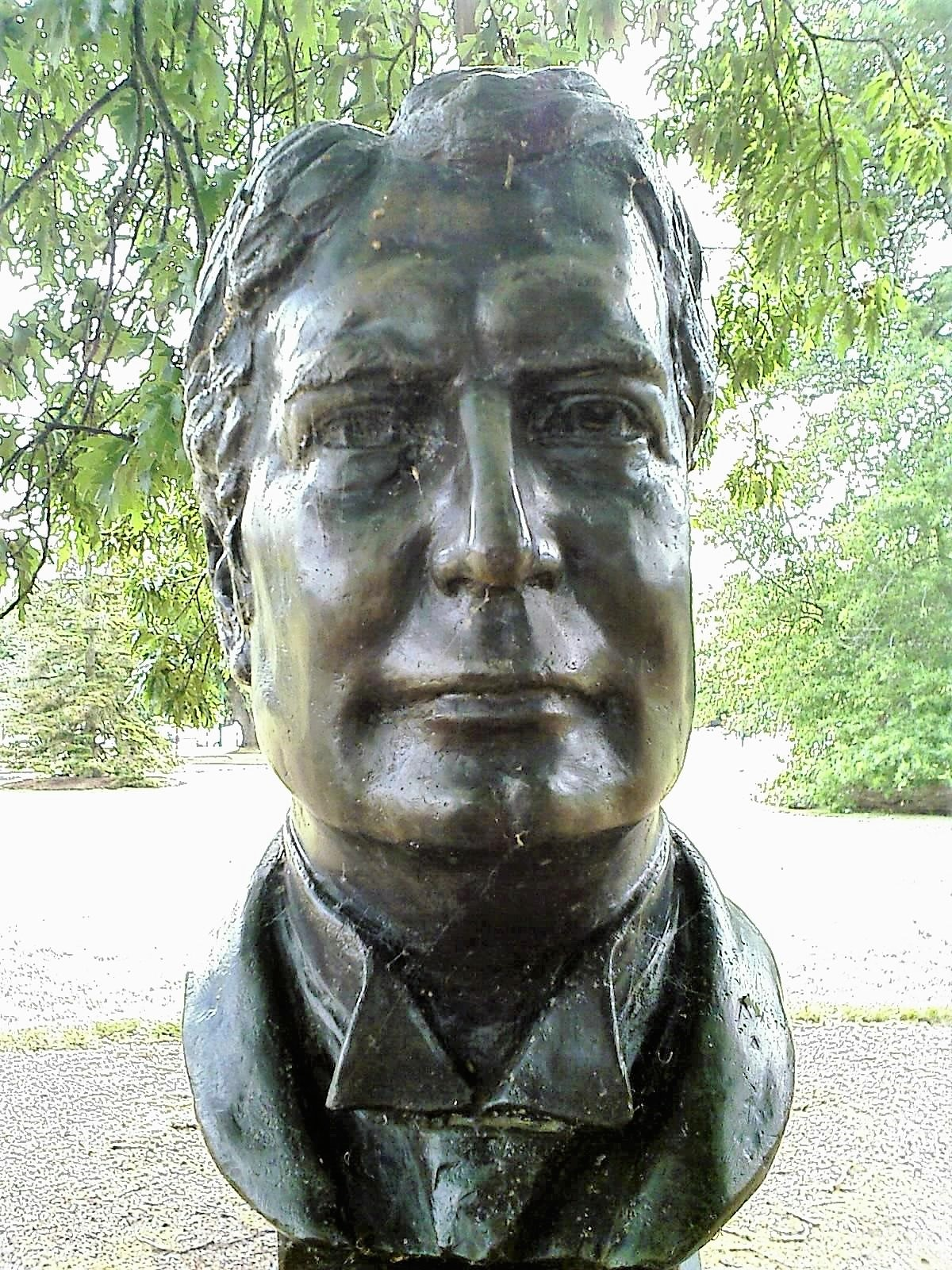
1-й Эдмунд Бартон
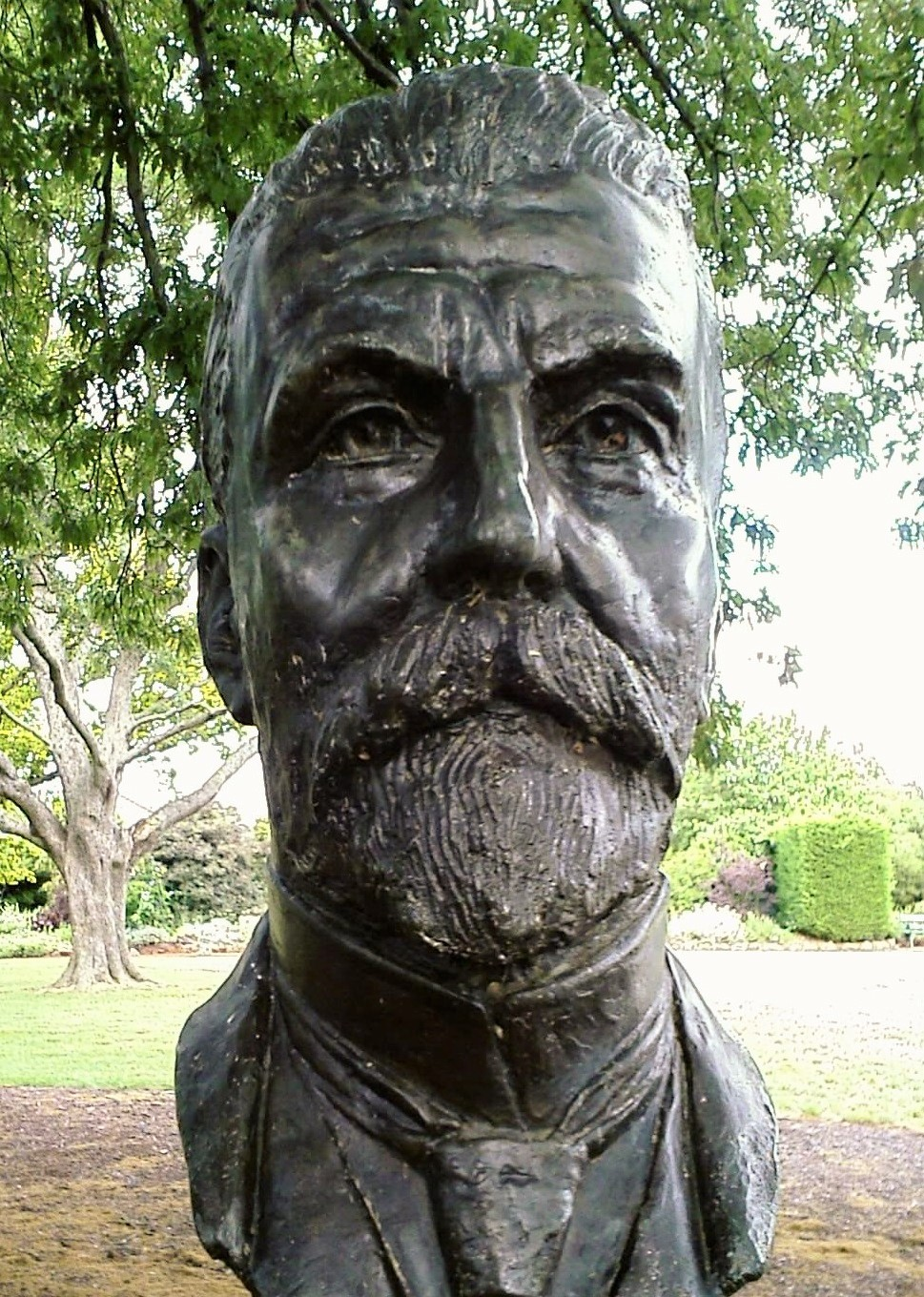
2-й Альфред Дикин
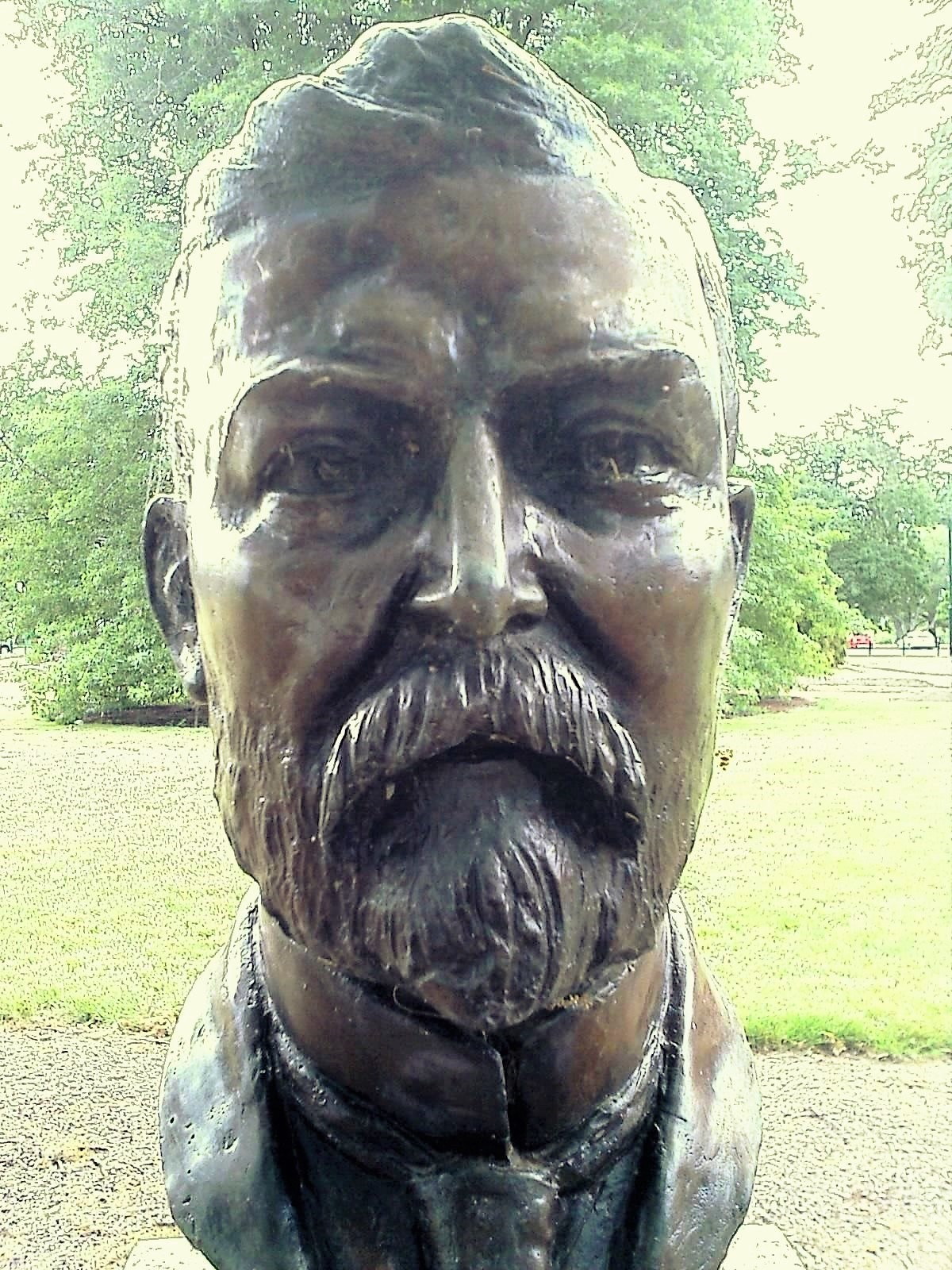
3-й Крис Уотсон
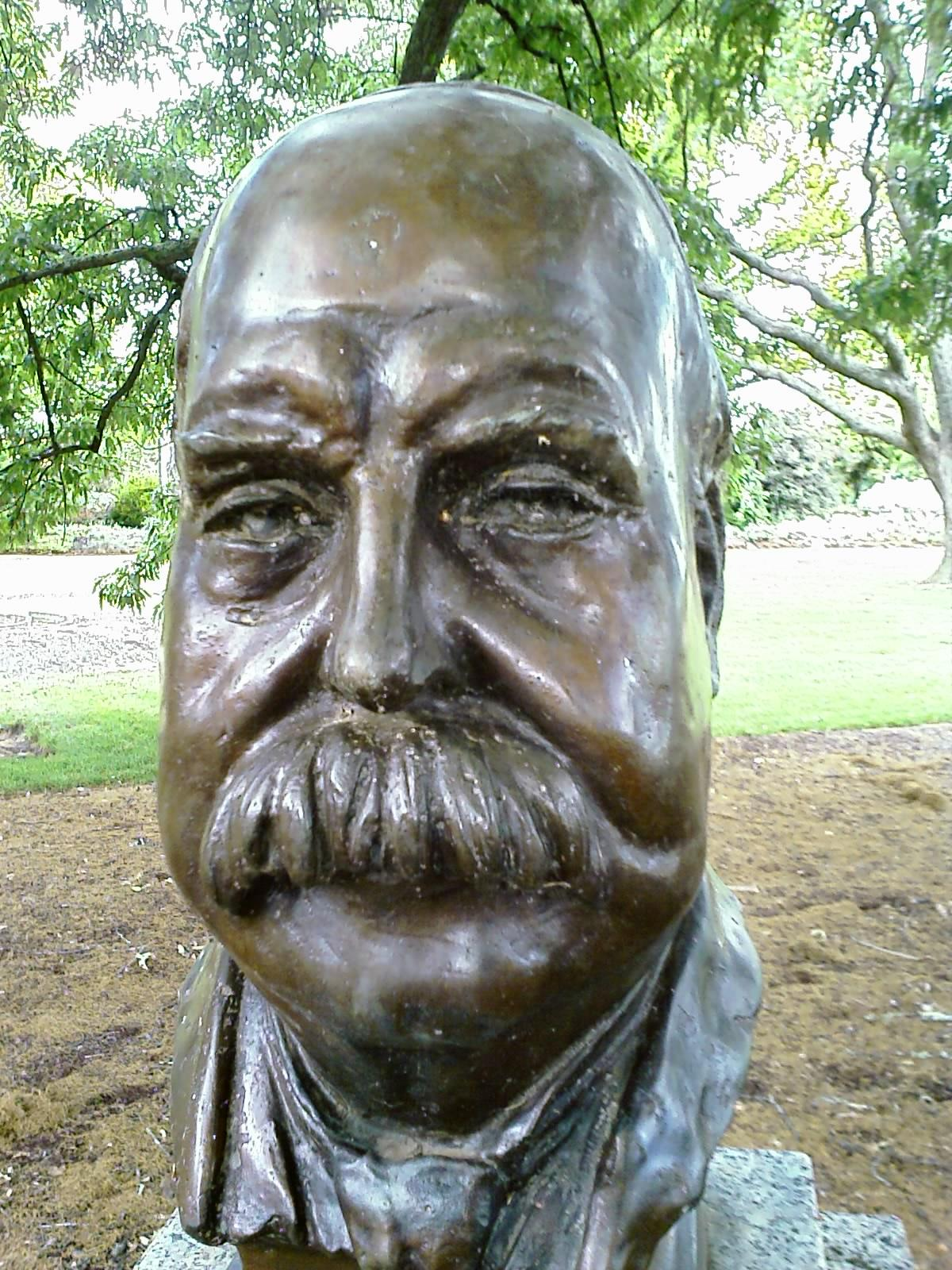
4-й Джордж Рид
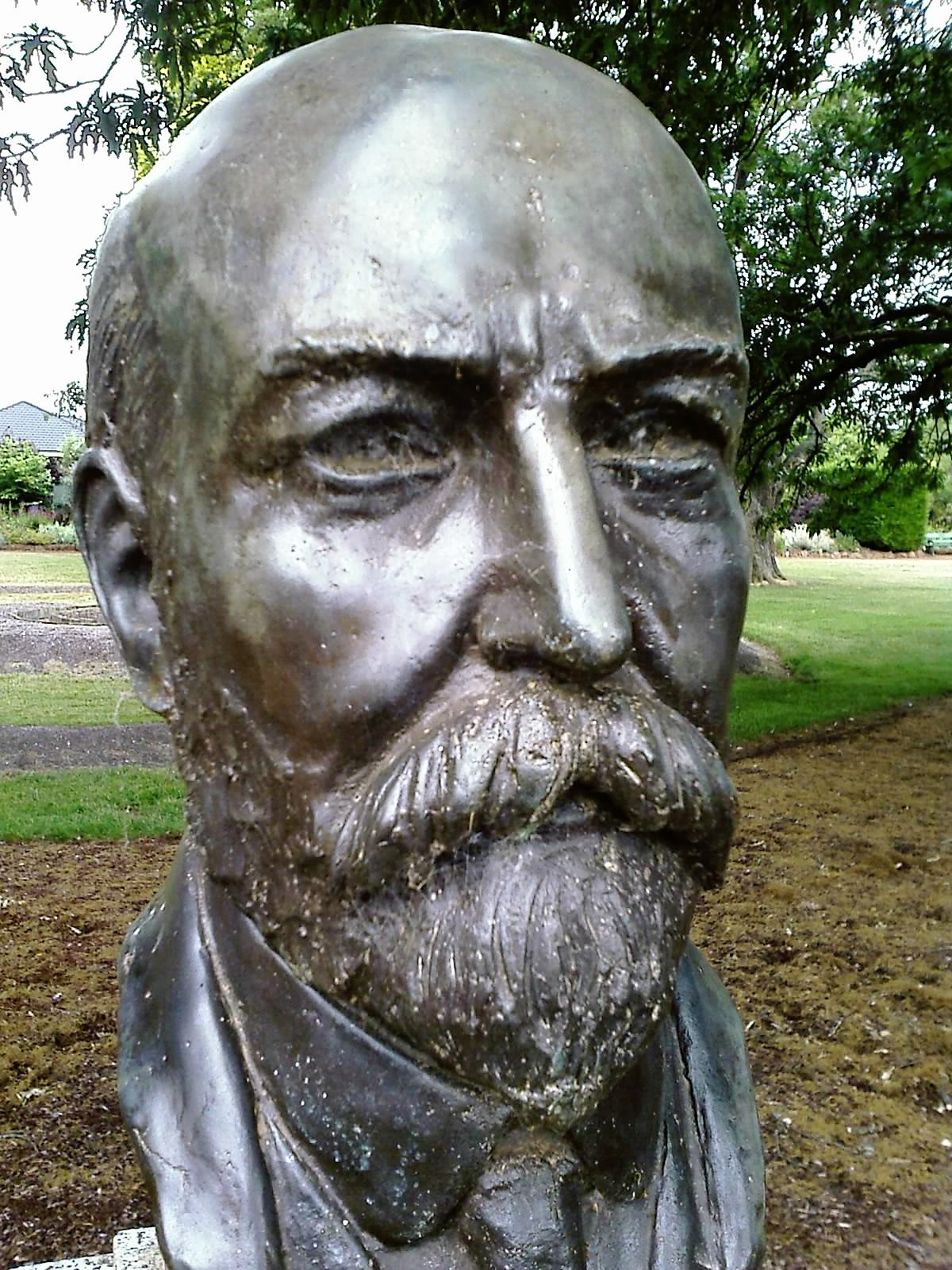
5-й Эндрю Фишер
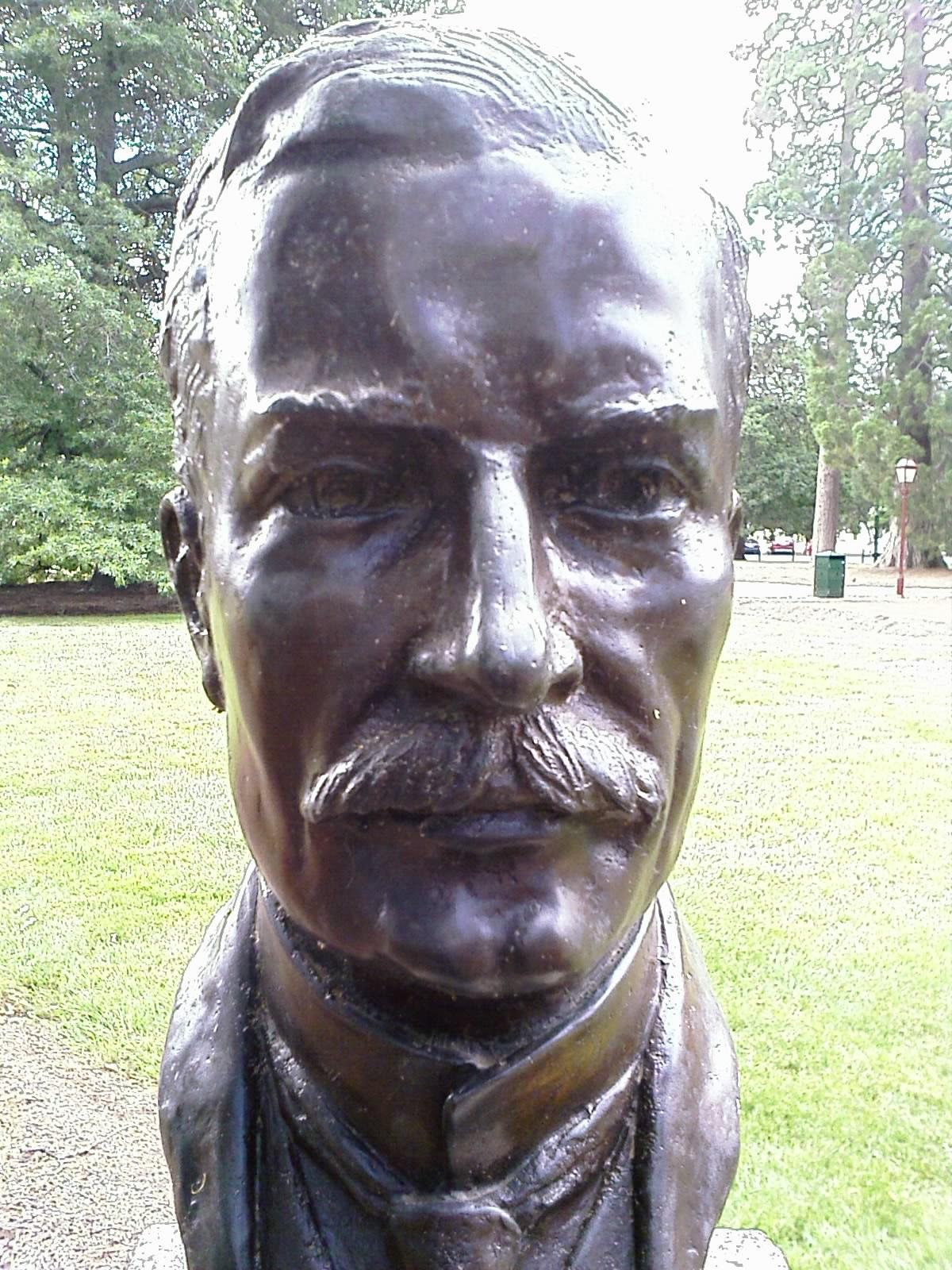
6-й Джозеф Кук
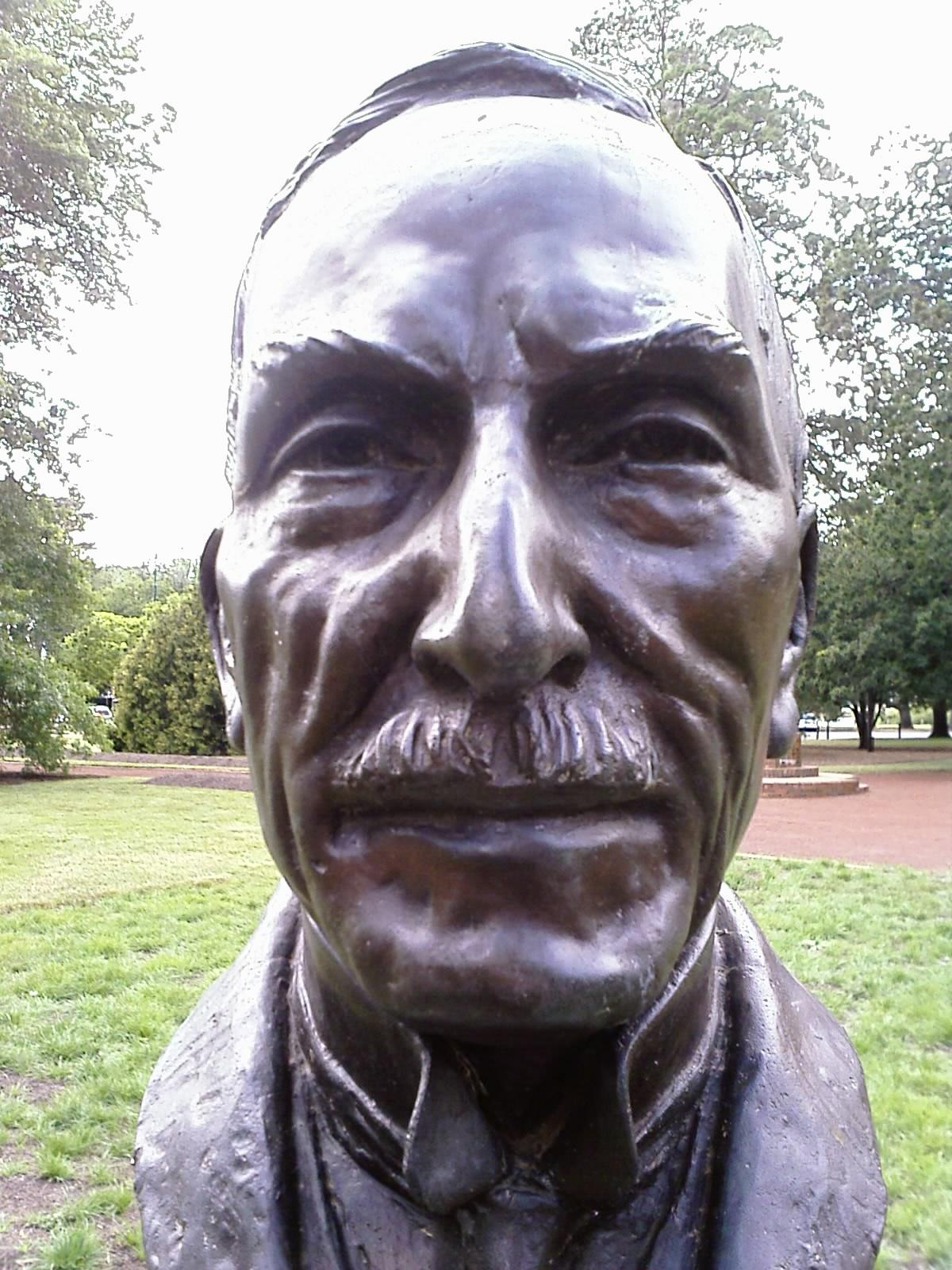
7-й Уильям Хьюз
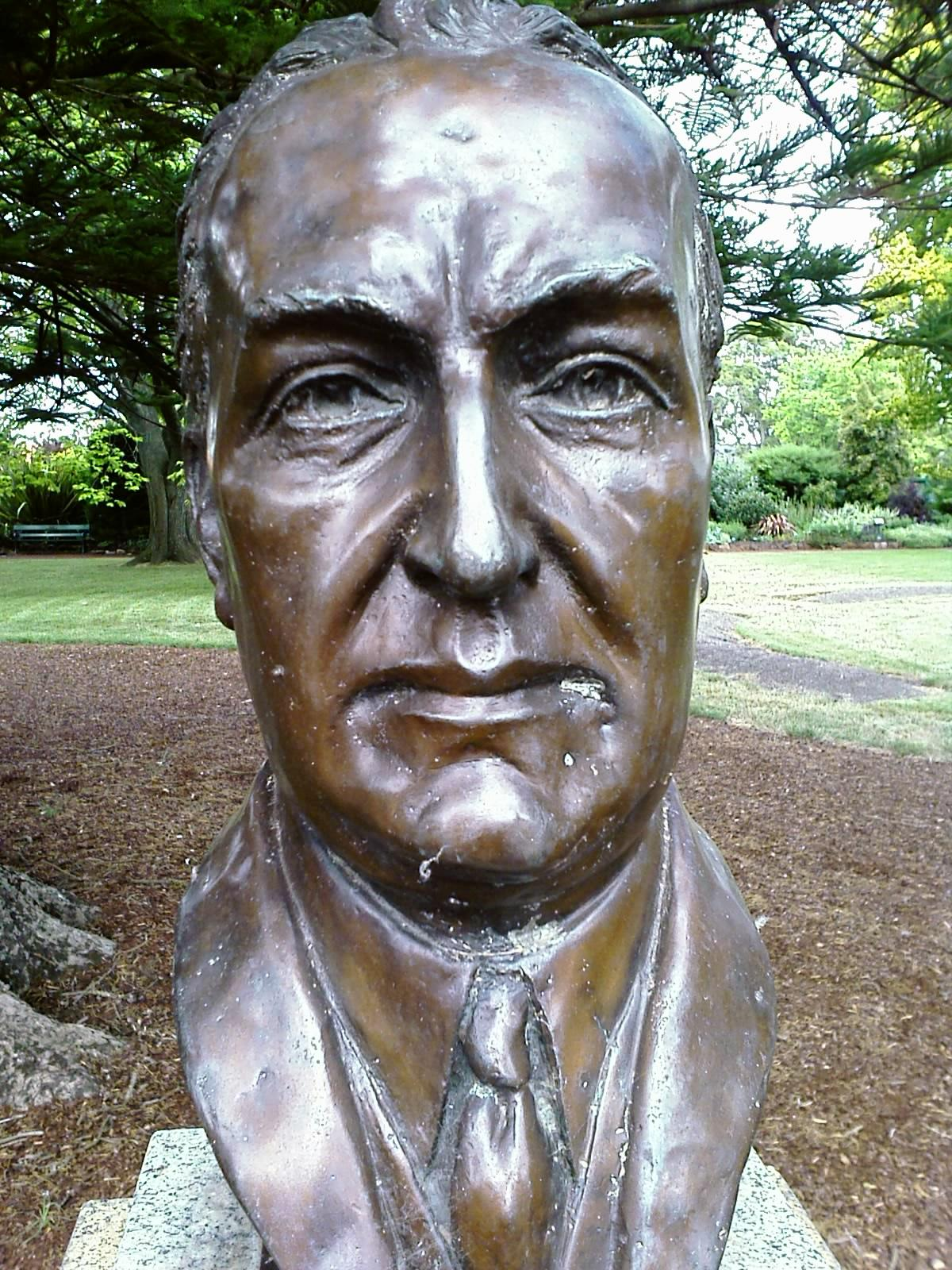
8-й Стэнли Брюс
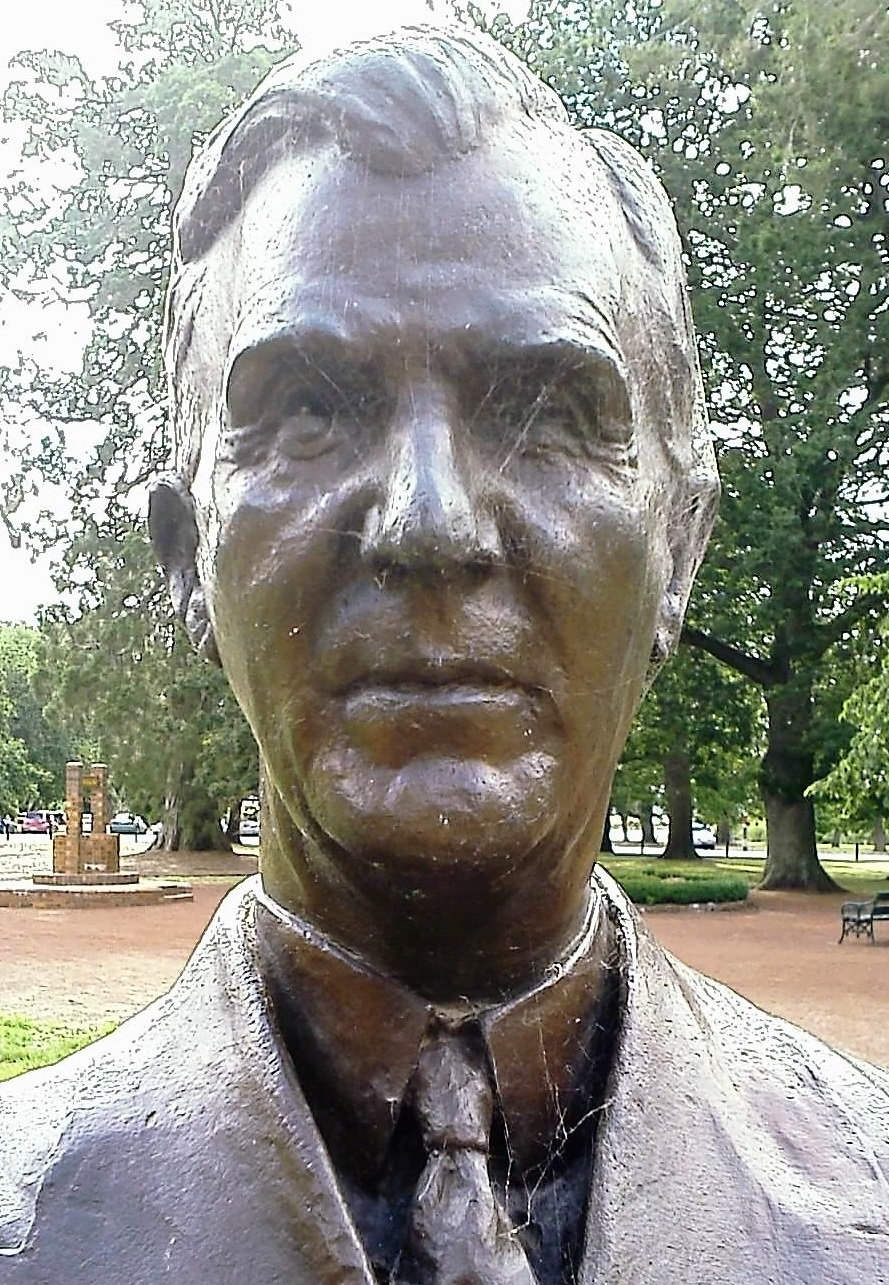
9-й Джеймс Скаллин
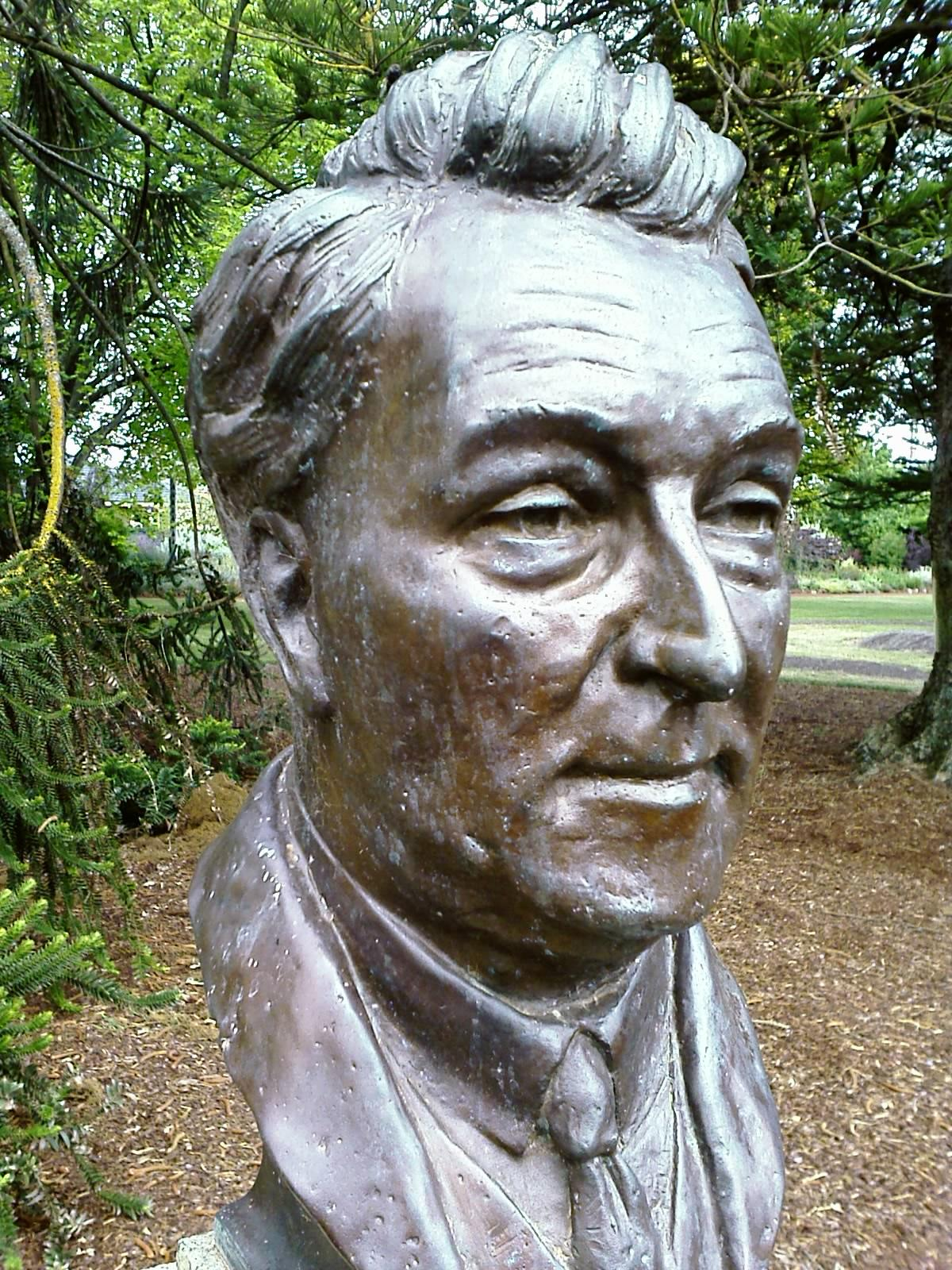
10-й Джозеф Лайонс
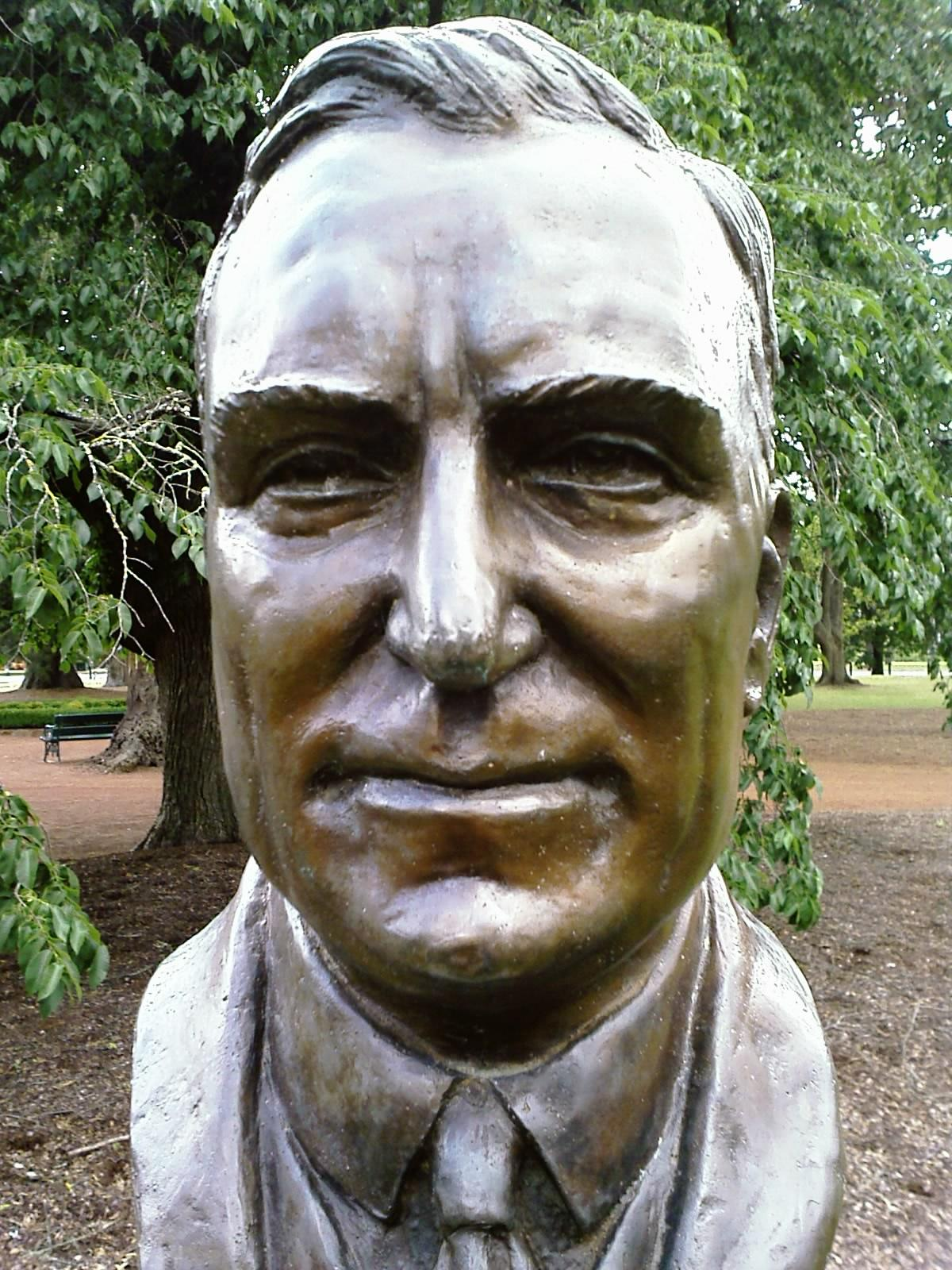
11-й Эрл Пейдж
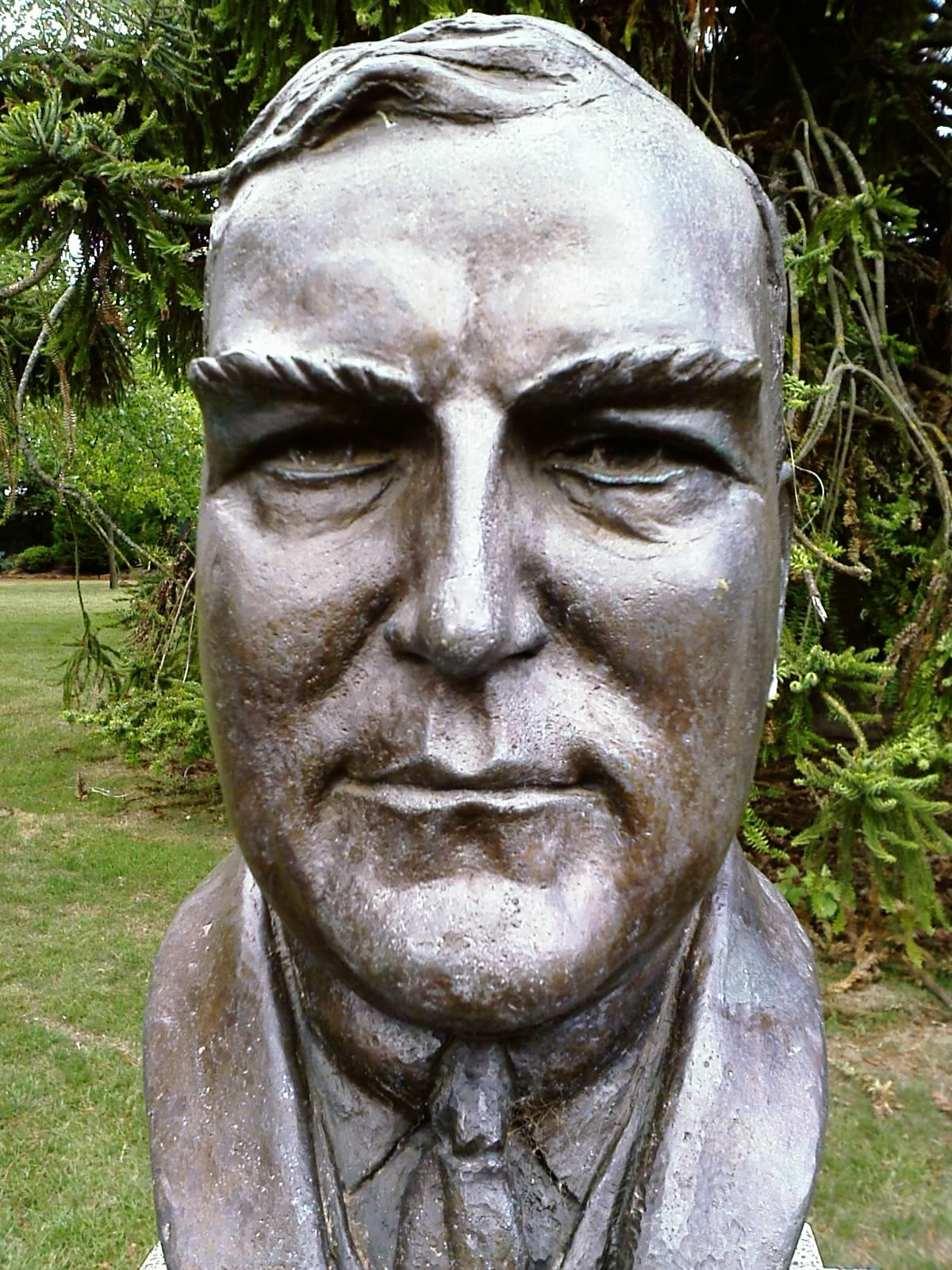
12-й Роберт Мензис
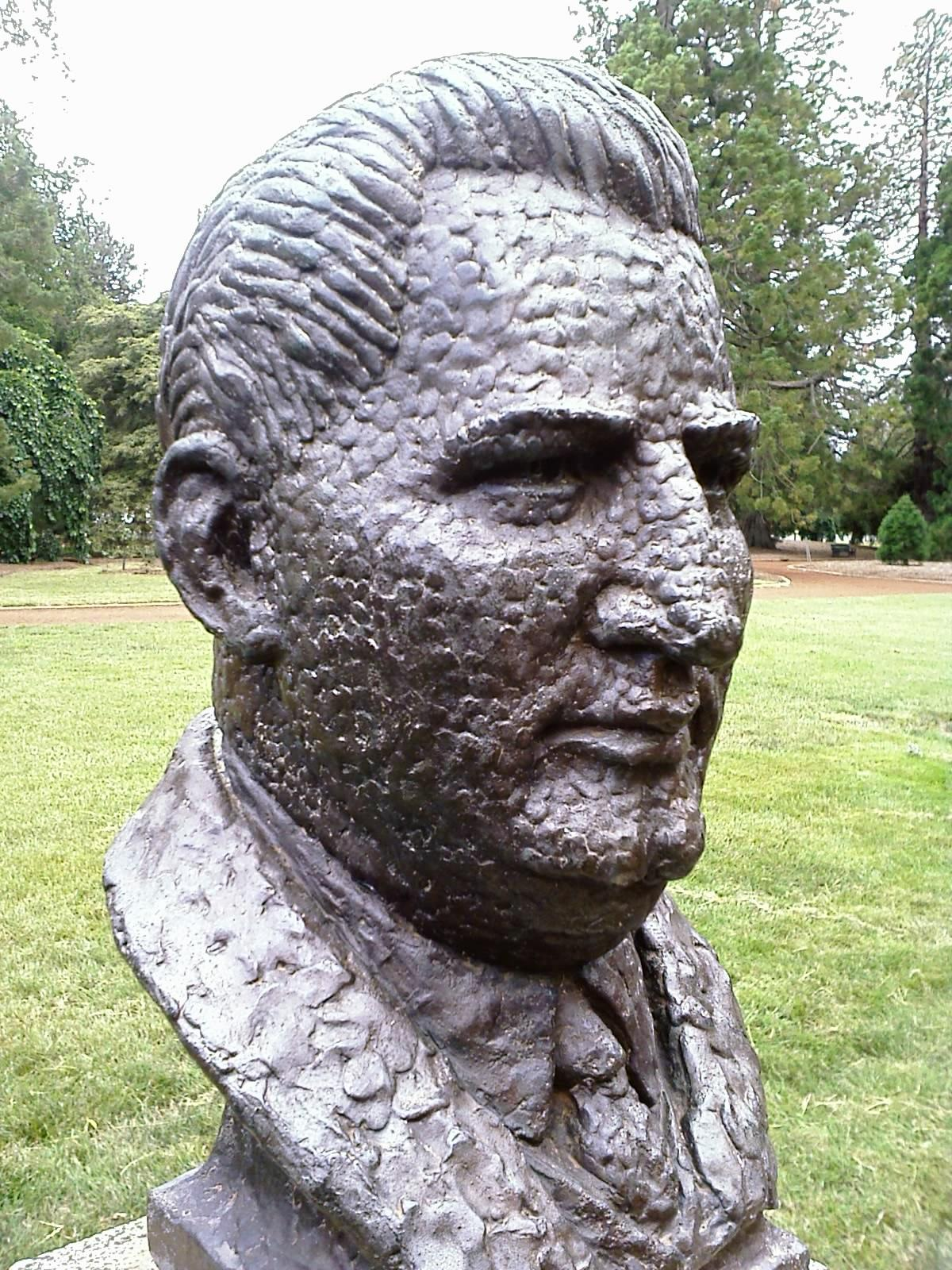
13-й Артур Фадден
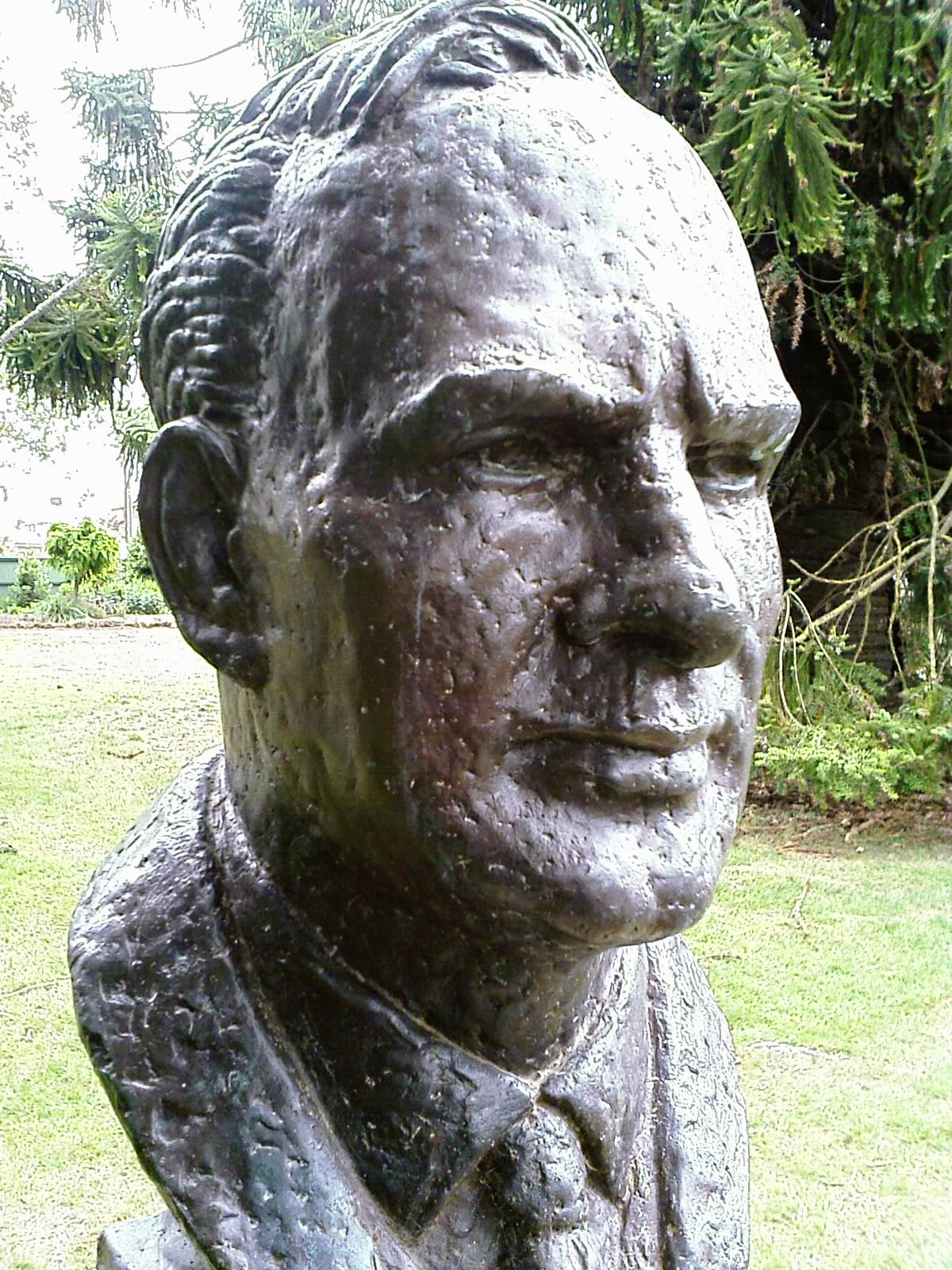
14-й Джон Кэртин
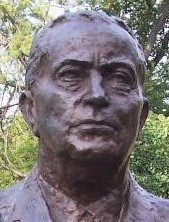
15-й Фрэнк Форд
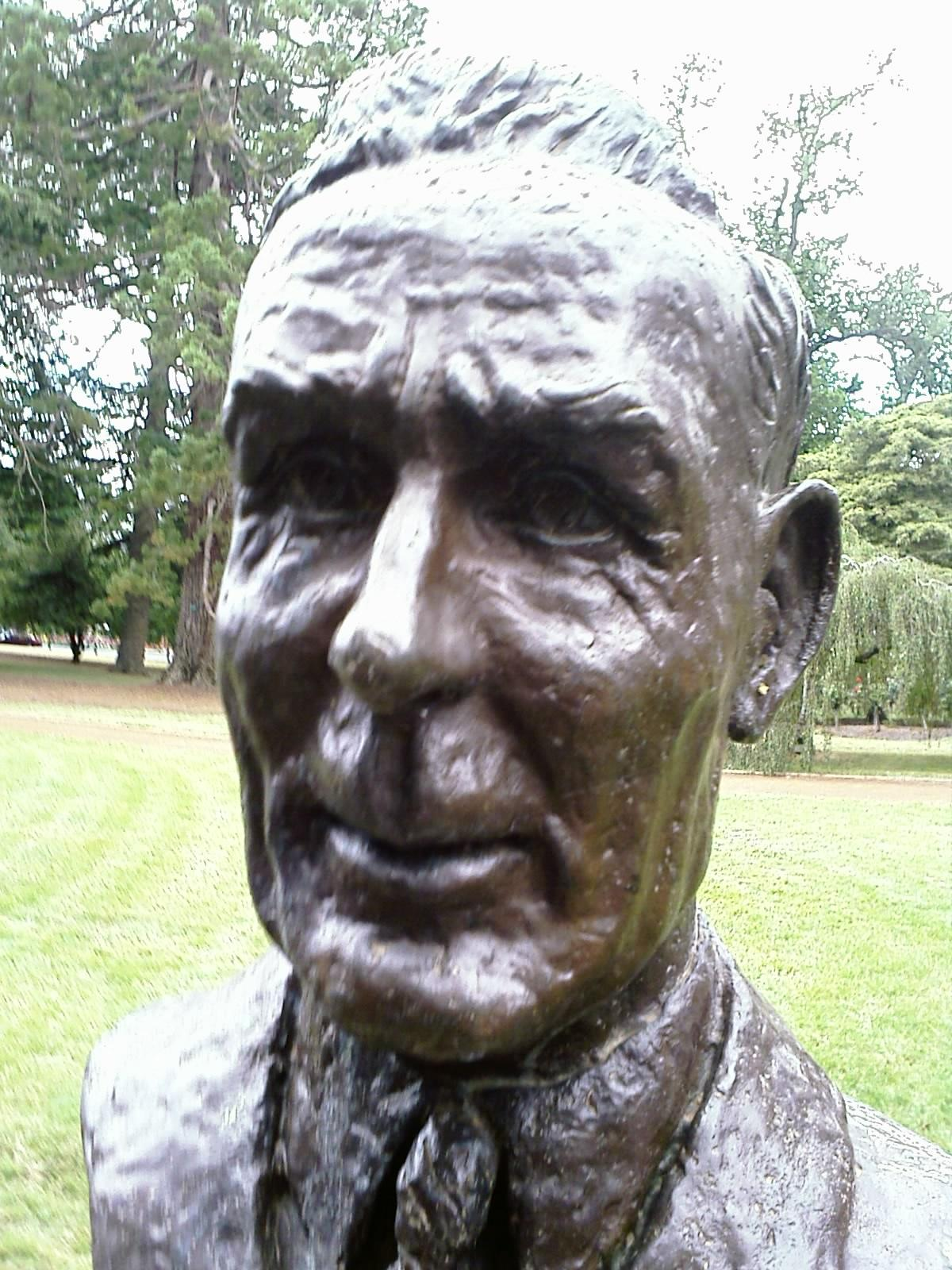
16-й Бен Чифли
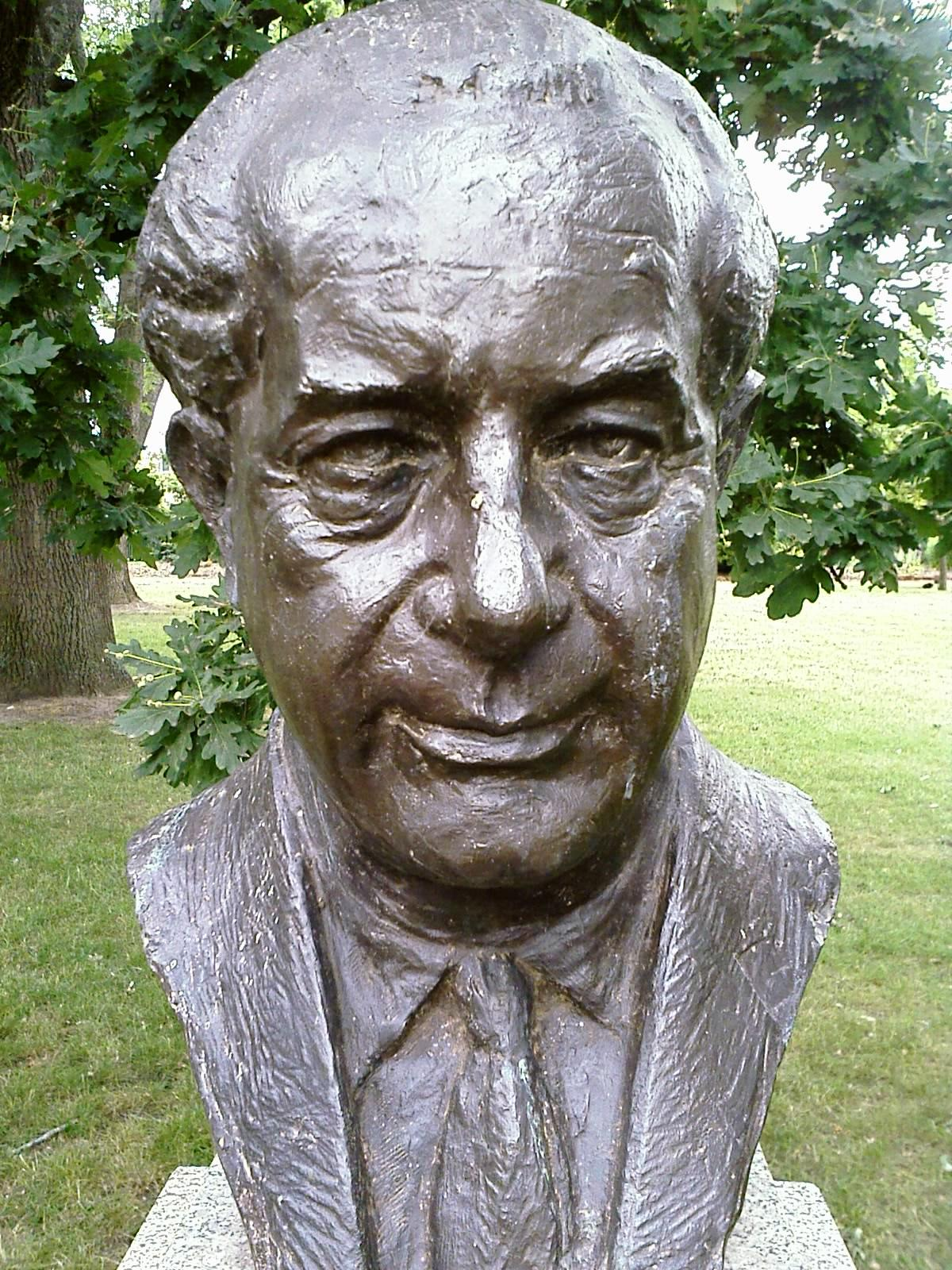
17-й Гарольд Холт
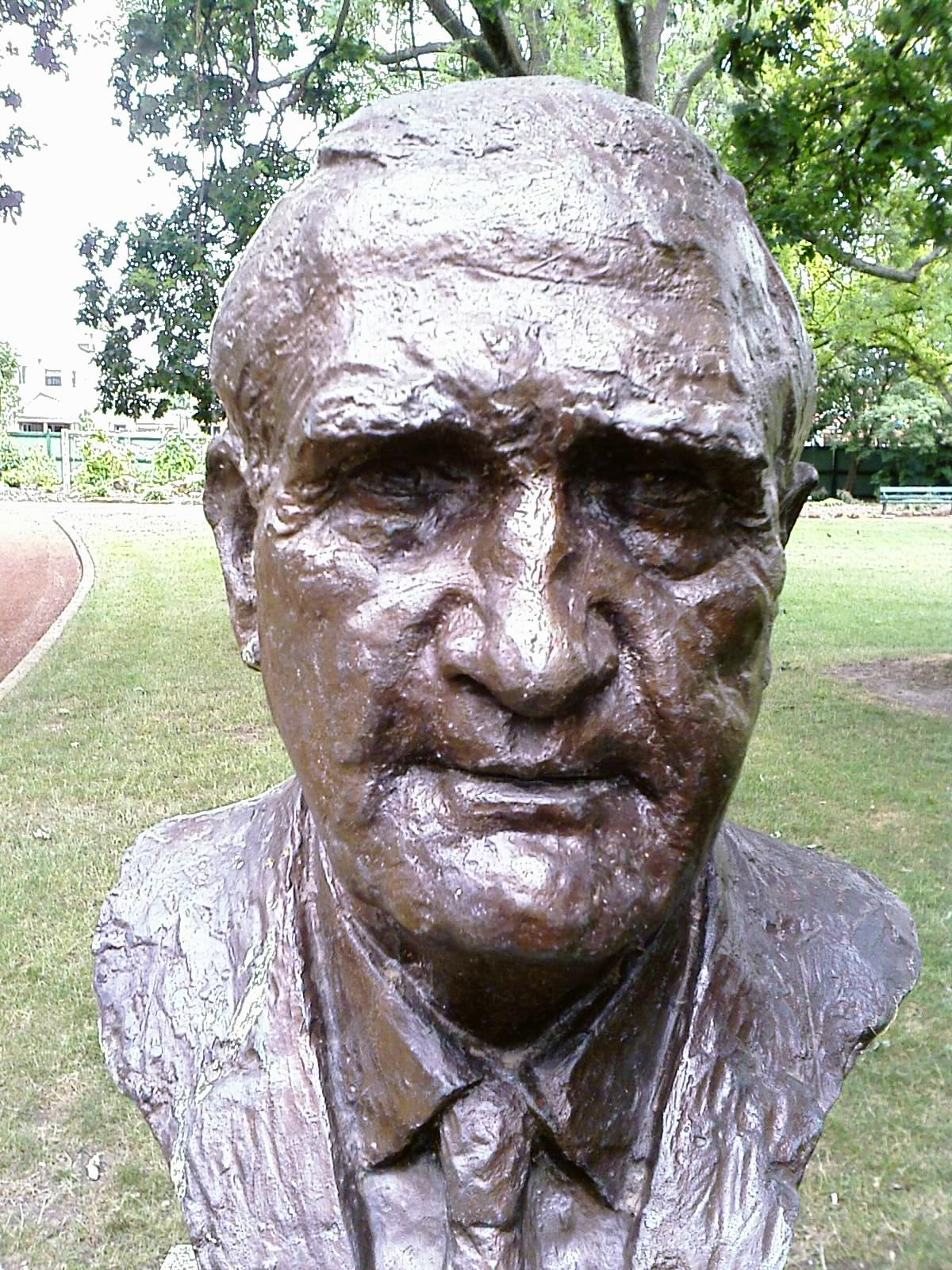
18-й Джон Макьюэн
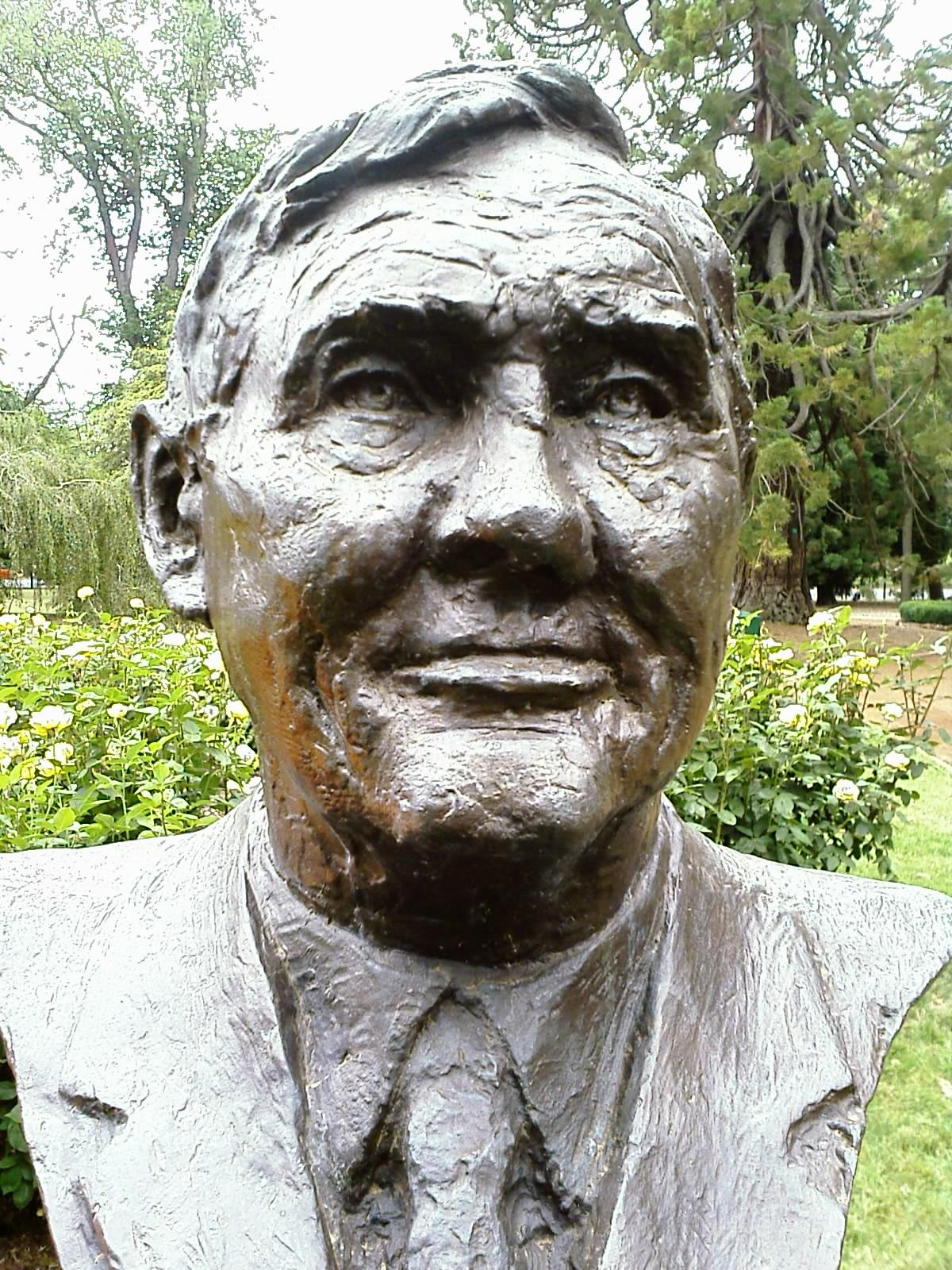
19-й Джон Гортон
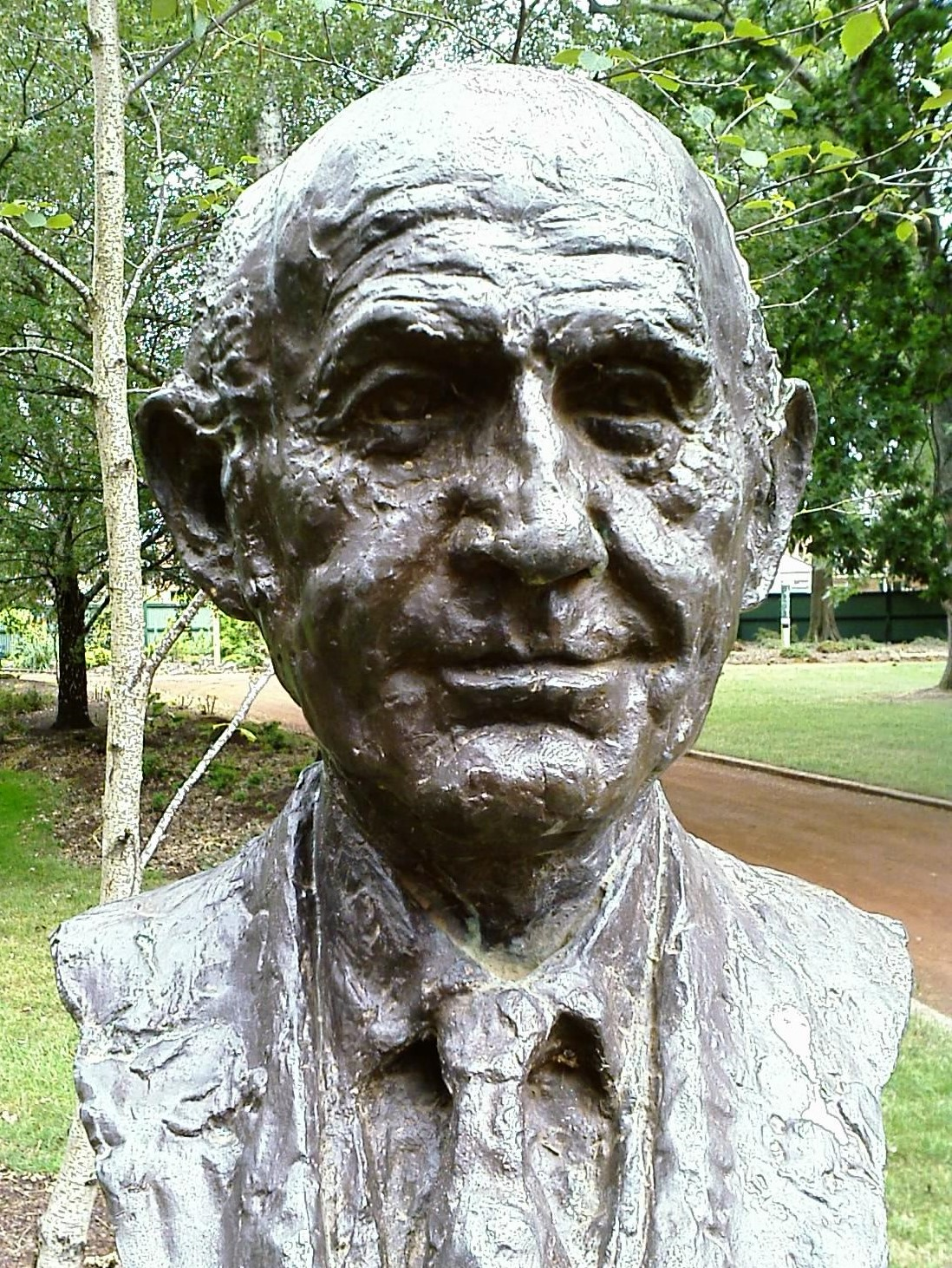
20-й Уильям Макмэхон
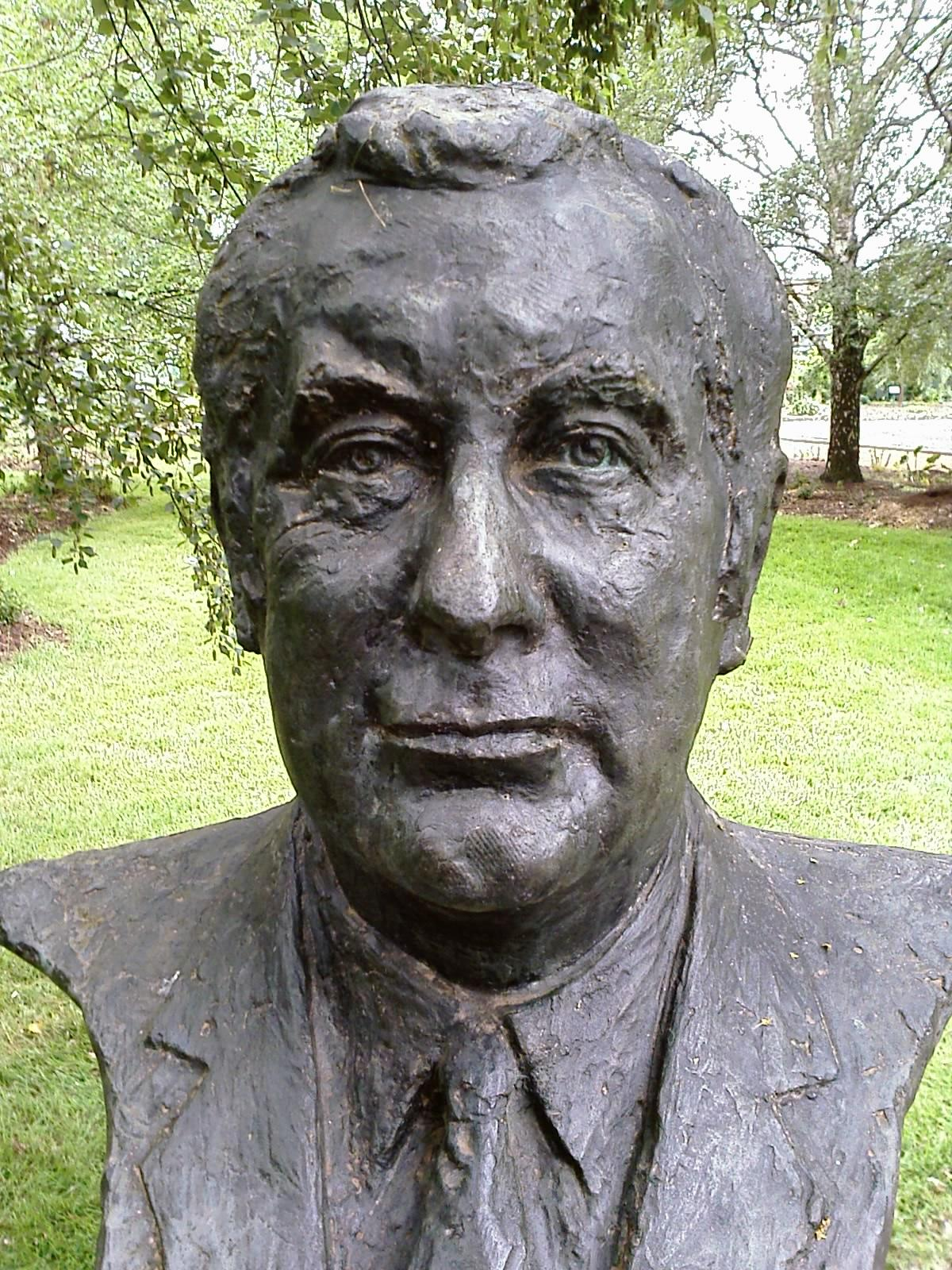
21-й Гоф Уитлэм
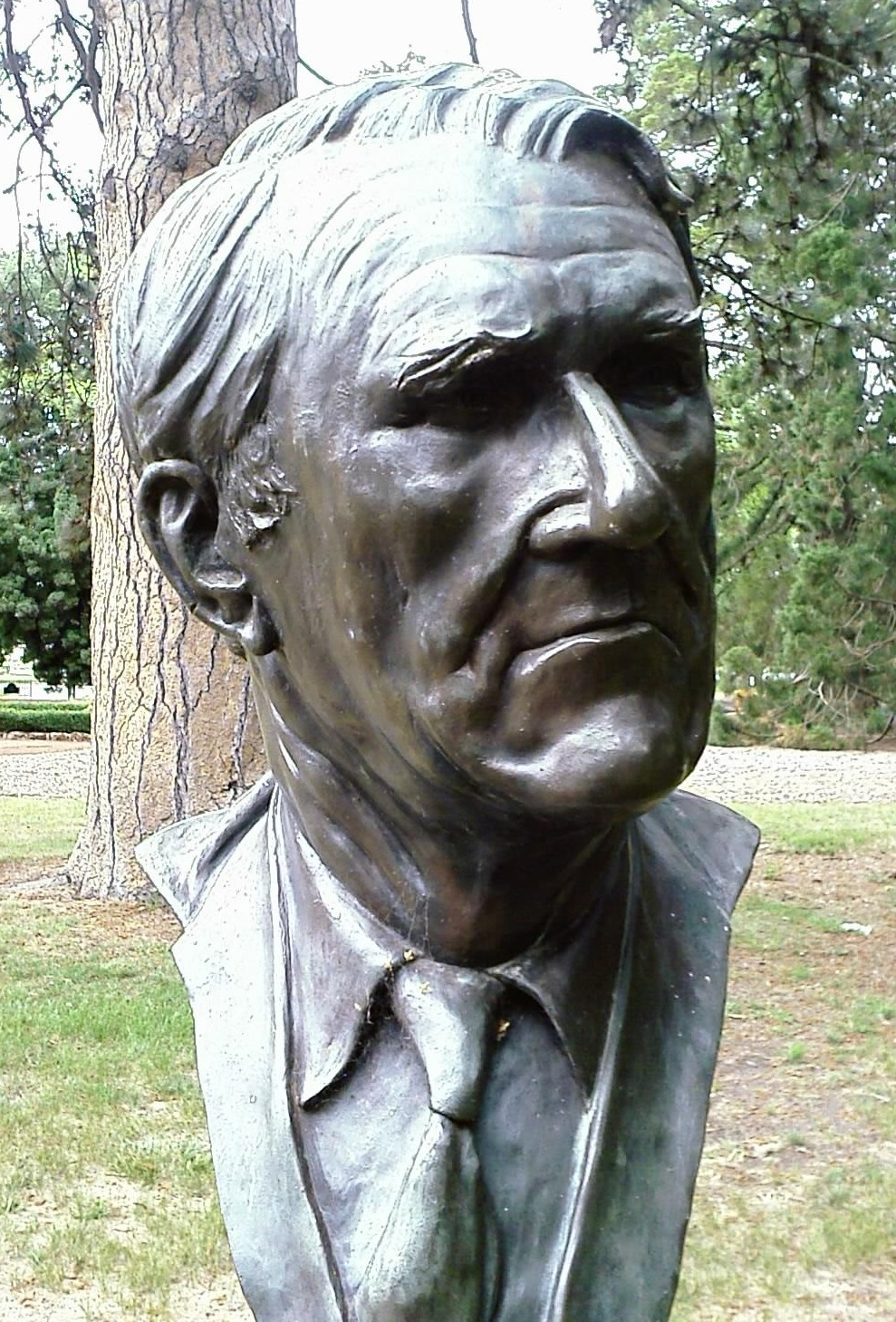
22-й Малколм Фрейзер
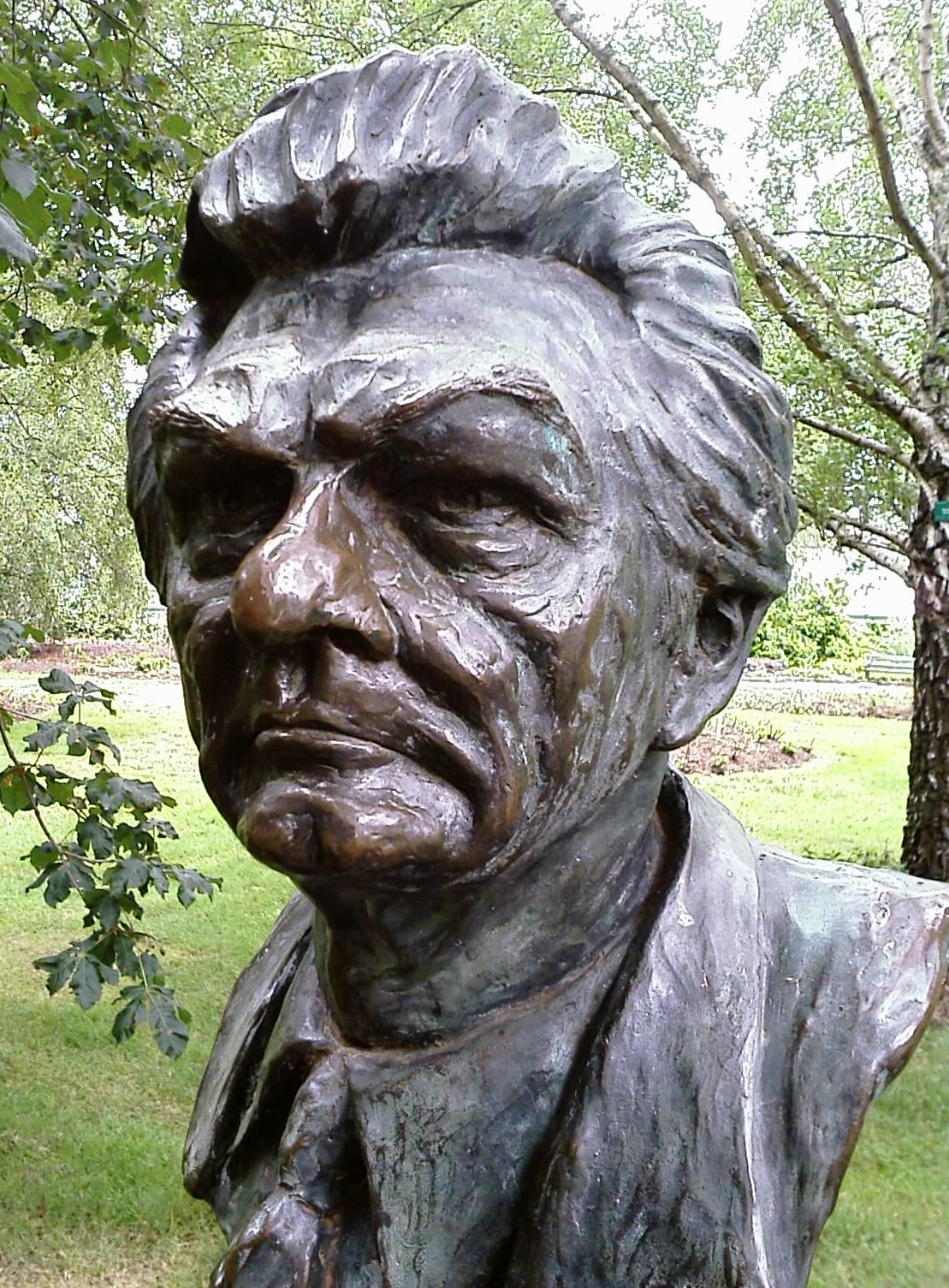
23-й Роберт Хоук
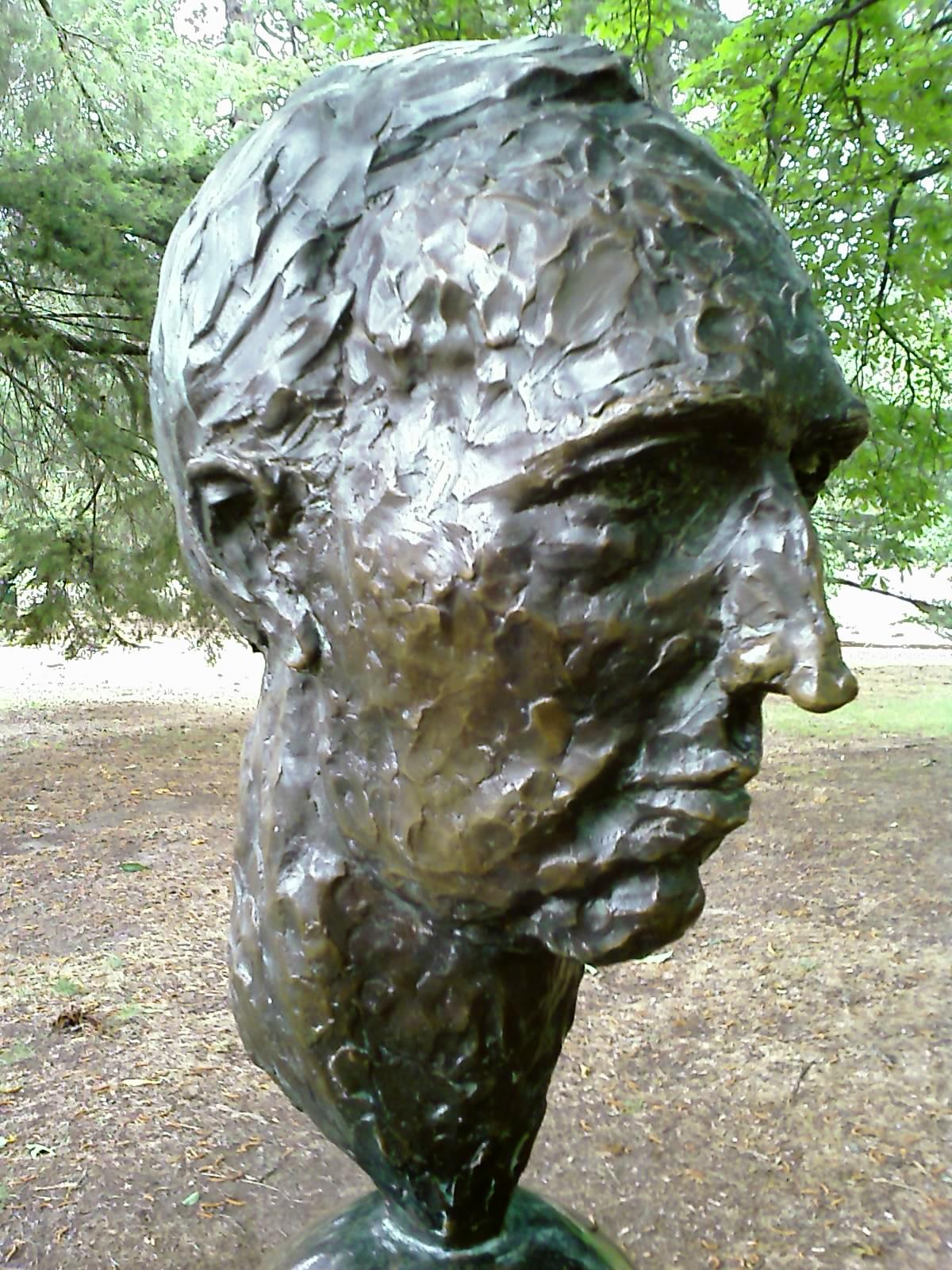
24-й Пол Китинг
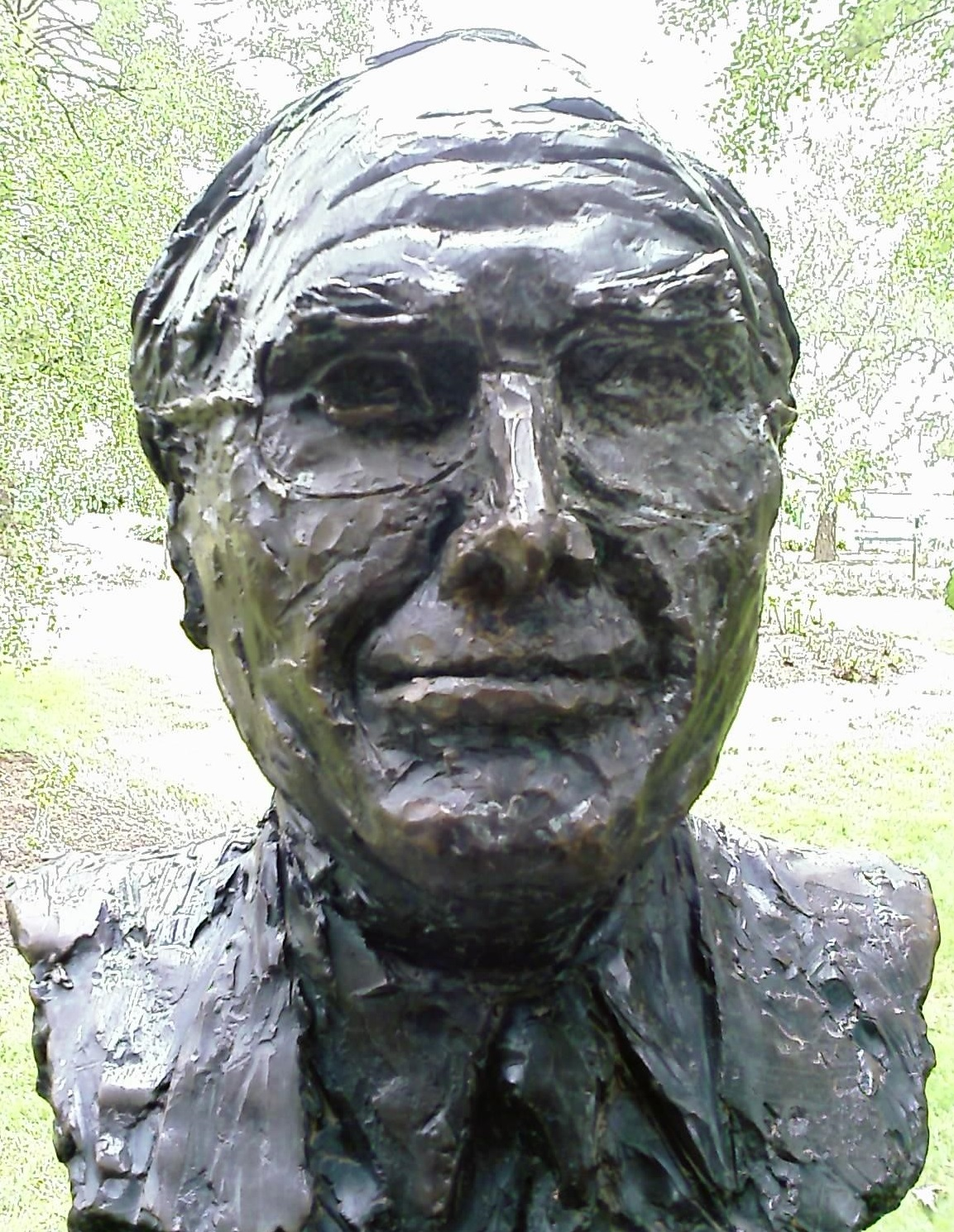
25-й Джон Говард
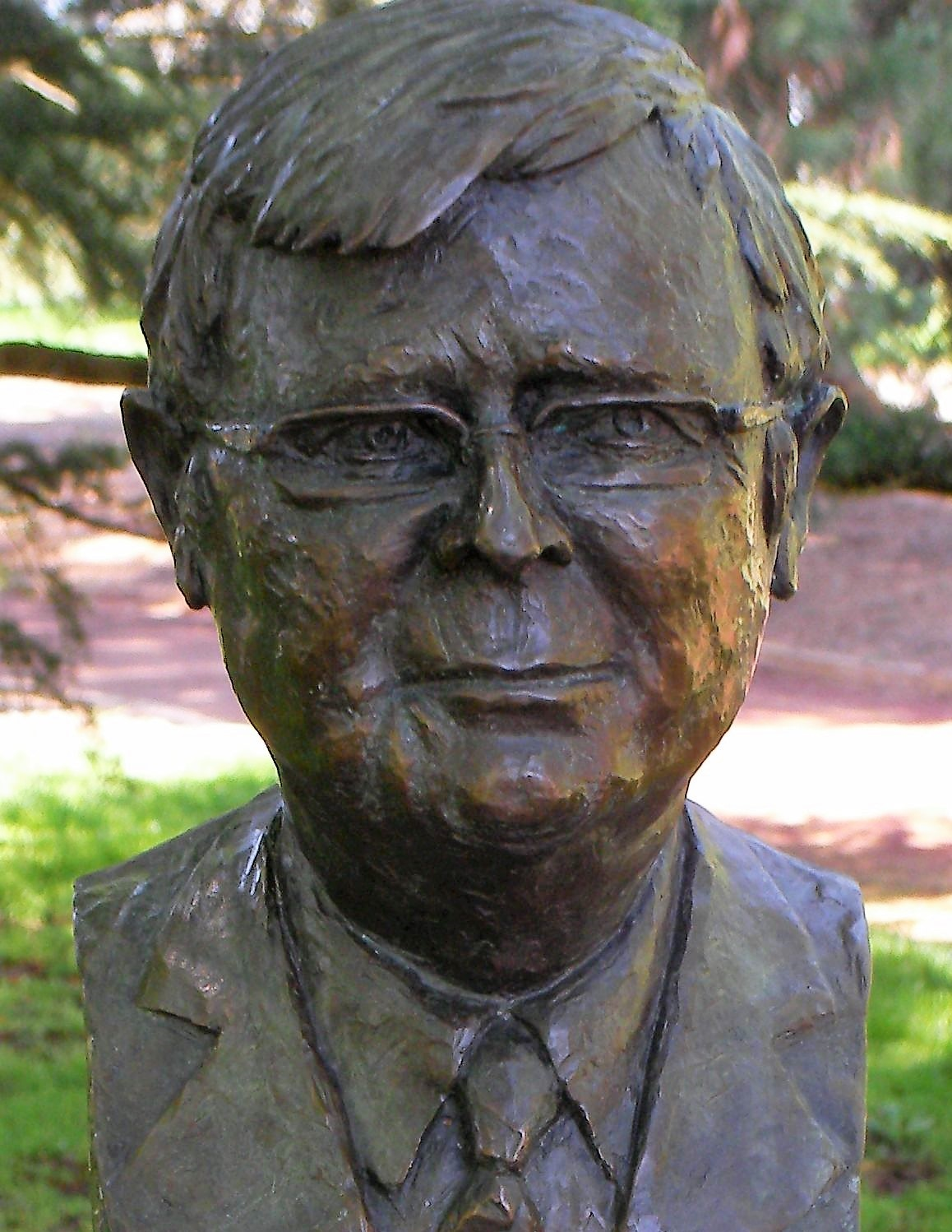
26-й Кевин Радд
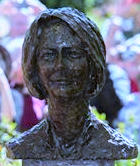
27-й Джулия Гиллард